# 톰 롱스태프
톰 조지 롱스태프(Tom George Longstaff, 1875년 1월 15일 ~ 1964년 6월 26일)는 영국인 의사이자 탐험가, 산악인으로, 1907년 인도/파키스탄 히말라야산맥의 트리술에서 해발 7,000m 이상의 봉우리를 처음으로 등반한 것으로 가장 유명하다. 그는 또한 티베트, 네팔, 카라코람산맥, 스피츠베르겐섬, 그린란드, 배핀섬에서 중요한 탐험과 등반을 했다. 그는 1908년 알파인 스키 클럽과 1929년 히말라야 클럽의 창립 멤버였으며, 1932년에는 클라이머스 클럽의 명예 회원으로 선출되었고 1933년부터 1935년까지 회장을 역임했으며 1947년부터 1949년까지 (영국) 알파인 클럽 회장을 역임했다.

## 초기 생애
롱스태프는 윔블던 출신의 OBE 르웰린 롱스태프 중령의 장남으로, 그는 스콧 대위의 남극 국가 탐험대의 첫 번째이자 가장 관대한 후원자였다. 그의 형제는 프레데릭 롱스태프였고, 여동생 캐서린은 제1차 세계 대전 중 전사한 작가이자 산악인 펠릭스 웨지우드와 결혼했다. 캐서린 또한 활발한 산악인이었으며, 1929년부터 1931년까지 숙녀 알파인 클럽의 회장을 역임했다.
롱스태프는 이튼 칼리지, 옥스퍼드 크라이스트 처치, 런던 성 토머스 병원에서 교육을 받았다.

## 전시 복무
롱스태프는 1914년 햄프셔 연대 1/7대대 소속으로 임관하여 1915년부터 1916년까지 심라 육군 본부의 참모부에서 복무했다. 그는 1916년부터 길기트 정찰대, 변경 민병대의 보조 지휘관이자 길기트의 정치 요원 보조로 구피스 요새에 주둔했으며, 1917년 대위로 진급하여 1918년 퇴역했다.
제2차 세계 대전 동안 그는 1939년부터 1941년까지 KRRC의 7대대와 13대대에서 복무했다.

## 산악인

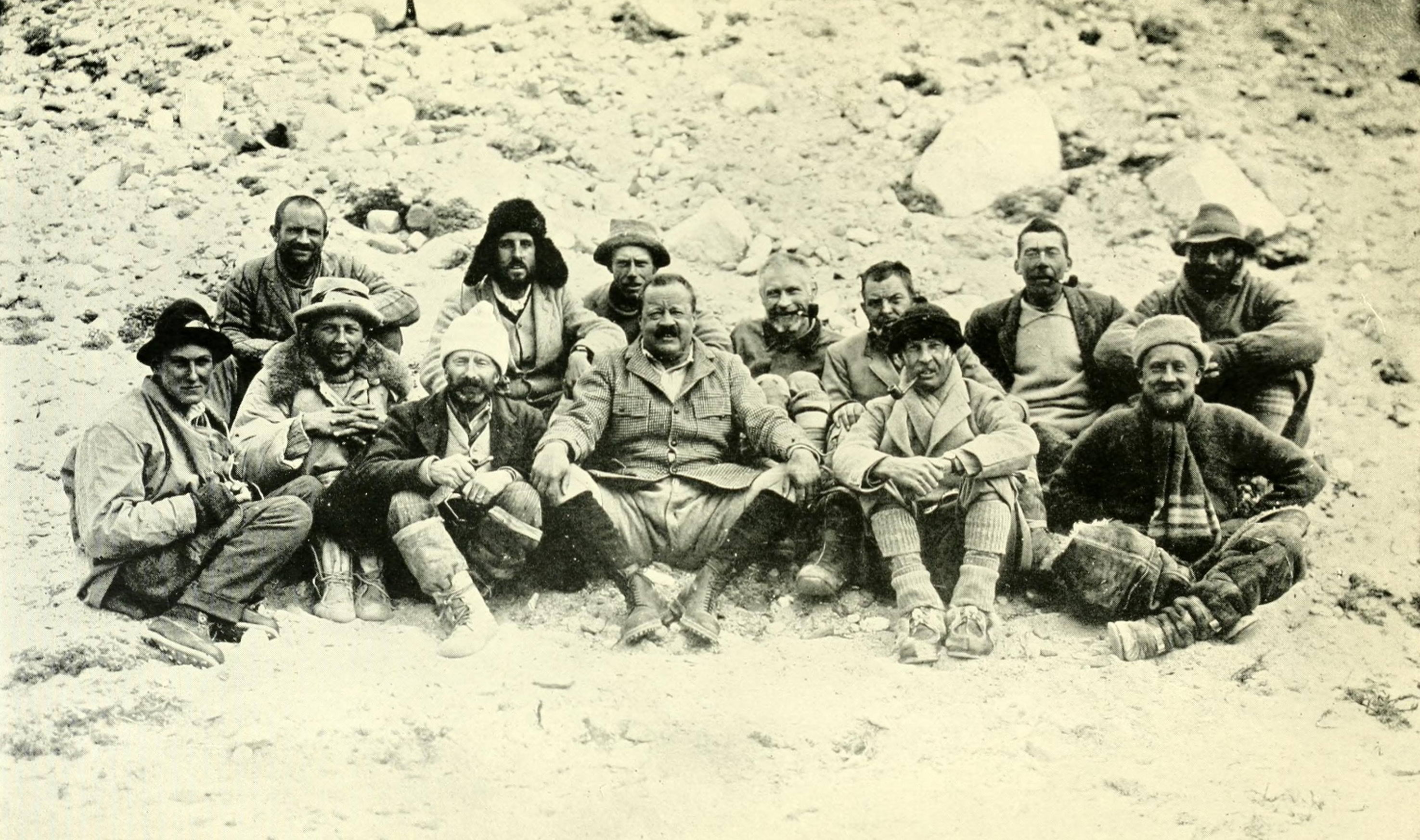
"1922년 에베레스트 공격", C. G. 브루스의 사진, 46페이지 "베이스 캠프의 원정대"를 마주보고 있다. 왼쪽부터 오른쪽으로, 뒷줄: 헨리 모스헤드, 제프리 브루스, 존 노엘, 아서 웨이크필드, 하워드 서머벨, 존 모리스, 테디 노턴. 앞줄: 조지 맬러리, 조지 핀치, 톰 롱스태프, 찰스 브루스, 빌 스트러트, 콜린 크로포드.

롱스태프는 알프스산맥, 캅카스, 로키산맥, 그린란드, 스피츠베르겐섬, 히말라야산맥, 셀커크 산맥 (올리버 휠러와 함께)에서 등반했다.
제1차 세계 대전 이전에 그는 1905년에 티베트를 여행했고, 1907년에는 히말라야의 트리술에 올랐으며, 1908년에는 히말라야와 티베트에서의 업적으로 왕립지리학회로부터 길 기념 메달을 받았다.
그는 시아첸 빙하를 탐험했고, 1909년 아서 모리스 슬링스비와 함께 테람 캉리 봉우리를 발견했다. 슬링스비와 함께 제56소총병대 (변경군) 소속으로, 두 명의 세포이(병사), 굴랍 칸과 아타르 칸이 함께 했다. 몇 주간의 원정에는 아서 네브 박사도 동참했다.
이 여정 중에 그가 만든 지도가 "오래된 지도에 표시된 지형을 완전히 바꾸어 놓았다"고 기록되어 있다.
전쟁 후, 그는 오델과 함께 1921년 옥스퍼드 대학교 스피츠베르겐 탐험대에 참여했으며, 1922년 영국 에베레스트 원정대의 수석 의료 책임자이자 자연학자였다. 그는 1923년 스피츠베르겐, 1927년 가르왈 히말라야로 돌아갔다. 1928년에는 옥스퍼드 대학교 그린란드 탐험대를 이끌었으며 같은 해 히말라야에서의 업적, 특히 시아첸 빙하 발견으로 왕립지리학회의 설립자 메달을 수상했다. 1931년과 1934년 다시 그린란드로 갔으며, 1934년에는 워디 등과 함께 배핀섬으로 갔다.
1938년 영국 에베레스트 원정대의 자금 조달에 어려움이 있을 때 롱스태프는 원정 비용을 보증하겠다고 제안했는데, 이는 원정대가 틸먼 또는 시프턴이 이끌어야 하고, 사전 홍보가 없으며, 가능하면 등반가 각자가 경비를 지불해야 한다는 조건이었다.
그는 존경받는 아마추어 조류학자였으며 1933년에는 브리튼 제도 새 연구 기관인 영국 조류학 신탁 (BTO)의 설립으로 이어진 호소문에 참여한 11명 중 한 명이었다.
그는 스코틀랜드 고지의 아킬티뷰이에 살았으며, 1964년 6월 26일 89세의 나이로 사망했다.

## 내용주
1. ↑  편지에는 다음 서명이 있었다: 
  - 데스버러
  - 휴 S. 글래드스톤
  - 폴로든의 그레이
  - 줄리언 S. 헉슬리 (옥스퍼드 대학교 총장)
  - T. G. 롱스태프
  - 퍼시 R. 로
  - P. 챌머스 미첼
  - 로스차일드
  - 스콘 M.P. (영국 조류학 신탁 회장)
  - E. L. 터너
  - H. F. 위더비 (영국 조류학자 연합 회장)